# Danuta Nycz
Danuta Nycz – polska  saneczkarka, która startowała na początku lat 60. XX wieku.  Podczas Mistrzostw Świata w Saneczkarstwie w 1962 roku w Krynicy-Zdroju zdobyła brązowy medal w konkurencji jedynek kobiet. W 1965 była trenerką sekcji saneczkarskiej BBTS Włókniarz Bielsko-Biała.